# Hans-im-Glück-Preis
Der Hans-im-Glück-Preis ist ein Literaturpreis, der 1977 von dem Schriftsteller Hans-Christian Kirsch/Frederik Hetmann und dessen Frau Elinor gestiftet wurde und seit 1978 – anfangs jährlich – zur Förderung von Nachwuchsautoren von Jugendbüchern vergeben wird.

## Modalitäten
Seit 1987 wird der Preis von der Kreisstadt Limburg an der Lahn ausgelobt, seit 1990 im Abstand von zwei Jahren. Der Preis ist mit 3000 Euro dotiert und einer Kugel mit 24-karätiger Blattvergoldung dotiert. Die Kugel symbolisiert die Güter des Glücks, die Hans im Glück bedenkenlos und freigiebig verschenkte. Eine fünfköpfige Jury entscheidet über die Vergabe. Sowohl Manuskripte als auch bereits verlegte Bücher können eingereicht werden. Für die Preisvergabe 2020 wurden rund 60 Titel von der Jury gesichtet.

## Preisverleihungen
| Jahr | Autor                                       | Titel des Werks                                                   |
| 1978 | Elfie Donnelly                              | Servus Opa, sagte ich leise                                       |
| 1979 | Dagmar Chidolue                             | Fieber oder Der Abschied der Gabriele Kupinski                    |
| 1980 | Helma Fehrmann und Peter Weismann           | ...und plötzlich willste mehr                                     |
| 1981 | nicht vergeben                              |                                                                   |
| 1982 | Karin König, Hanne Straube und Kamil Taylan | Merhaba – Guten Tag                                               |
| 1982 | Norbert Klugmann                            | Es muß im Leben doch mehr als alles geben                         |
| 1983 | Herbert Friedmann                           | Mensch, Mücke                                                     |
| 1984 | Birgit Nowiasz                              | Nordwind                                                          |
| 1985 | Rudolf Herfurtner                           | Das Ende der Pflaumenbäume                                        |
| 1986 | Reinhold Ziegler                            | Es gibt hier nur zwei Richtungen, Mister                          |
| 1987 | Ilse Behl                                   | Der Spätzünder oder: Pappkameraden                                |
| 1988 | Monika Seck-Agthe                           | Liebe ist was Großes                                              |
| 1989 | Inge Meyer-Dietrich                         | Plascha oder: Von kleinen Leuten und großen Träumen               |
| 1990 | Jürgen Banscherus                           | Valentin – Valentino                                              |
| 1992 | Karin Sennheiser                            | Die Lingards                                                      |
| 1992 | Lutz van Dijk                               | Der Partisan und Verdammt starke Liebe                            |
| 1994 | Michael Wildenhain                          | Wer sich nicht wehrt                                              |
| 1996 | nicht vergeben                              |                                                                   |
| 1998 | Mario Giordano                              | Der aus den Docks                                                 |
| 2000 | Andreas Steinhöfel und Anja Tuckermann      | David Tage – Mona Nächte                                          |
| 2002 | Björn Kern                                  | Kipppunkt                                                         |
| 2004 | Zoran Drvenkar                              | Cengiz & Locke                                                    |
| 2006 | Marlene Röder                               | Im Fluss                                                          |
| 2008 | Gabi Kreslehner                             | Ringlotten im Erdbeerbaum                                         |
| 2010 | Beate Teresa Hanika                         | Rotkäppchen muss weinen                                           |
| 2012 | Thorsten Nesch                              | Joyride Ost                                                       |
| 2014 | Elisabeth Steinkellner                      | Raben (Manuskript)                                                |
| 2016 | Lea-Lina Oppermann                          | Die Wahrheit und wir (Manuskript)                                 |
| 2018 | Christina Erbertz                           | Drei (fast) perfekte Wochen                                       |
| 2020 | Lisa Krusche                                | „Das Universum ist verdammt groß und super mystisch“ (Manuskript) |
| 2022 | Sarah Jäger                                 | Nach vorn, nach Süden                                             |